# خوان مانوئل رودریگز وگا
 خوان مانوئل رودریگز وگا (اسپانیایی: Juan Manuel Rodríguez Vega‎؛ (زادهٔ ۱۶ ژانویهٔ ۱۹۴۴ – درگذشتهٔ ۱ سپتامبر ۲۰۲۱) یک بازیکن فوتبال اهل شیلی است.

## تیم ملی
وی همچنین در تیم ملی فوتبال شیلی بازی کرده است.